# 宗克文
宗克文（1922年—1993年3月16日），北京通县人，中华人民共和国政治人物、外交官。
1975年，任中华人民共和国驻塞拉利昂大使。1978年，任中华人民共和国驻塞内加尔大使。1982年，接替吕志先担任中华人民共和国驻北朝鲜大使。1987年，由温业湛接任。